# Satureja rumelica
Satureja rumelica là một loài thực vật có hoa trong họ Hoa môi. Loài này được Velen. miêu tả khoa học đầu tiên năm 1891.